# Demokratska stranka (Srbija)
Demokratska stranka je politička stranka koja djeluje u Srbiji, i njezin lider je Srđan Milivojević.

## Osnivanje
Osnovana je 3. veljače 1990. u Beogradu, kao prva oporbena stranka u Srbiji. Inicijativu za osnivanje nove stranke dala je, slijedeći započete procese promjena u istočnoj Europi (pa tako i u tadašnjoj Jugoslaviji, jer su nove stranke bile već osnovane u Hrvatskoj i Sloveniji), grupa od trinaest intelektualaca u studenome 1989. Oni su odlučili obnoviti rad stranke koja je pod imenom Jugoslavenska demokratska stranka (u praksi je redovno bila nazivana samo "Demokratska stranka") bila osnovana 1919., a djelovala je još neko vrijeme i nakon Drugog svjetskog rata, dok komunistički režim to nije posve onemogućio, 1945. godine. Ta je stanka, međutim, djelovala na čitavom području tadašnje Jugoslavije, a zastupala je koncepciju integralnog jugoslavenstva. 

## Razdoblje 1990-2000
Stranka je osnovana kao odlučna oporba tadašnjem Miloševićevom režimu. Na prvim višestranačkim izborima za Skupštinu Srbije, 9. prosinca 1990. godine, DS osvaja 7 zastupničkih mjesta.
U stranci je ubrzo došlo do raskola, pa je 1992. osnovana Demokratska stranka Srbije, koju treba razlikovati od Demokratske stranke.
Prvi predsjednik DS bio je dr.sc. Dragoljub Mićunović (1990. – 1994.). Drugi je bio dr.sc. Zoran Đinđić,koji je izabran 1994. godine. On je Demokratsku stranku ubrzo učinio vodećom opozicionom stranku, pogotovo nakon jeseni 1996. godine, kada je DS sudjelovala u koaliciji "Zajedno" sa Srpskim pokretom obnove i Građanskim savezom Srbije, i koja je pobijedila na lokalnim izborima u Srbiji, ali je Milošević odbio priznati poraz, te je došlo do tromjesečnih prosvjeda širom zemlje. Tek u veljači 1997. Milošević je oporbi priznao pobjedu, i Zoran Đinđić je tada izabran za gradonačelnika Beograda. Tijekom godine, došlo je do raspada saveza između DS i SPO, i DS je u jesen 1997. bojkotirala predsjedničke i parlamentarne izbore u Srbiji. Tek nakon NATO bombardiranja Srbije, u ljeto 1999. godine, oporba počinje jačati i 2000. godine dolazi do formiranja Demokratske opozicije Srbije.  24. rujna te godine, DOS pobjeđuje na saveznim predsjedničkim i lokalnim izborima u Srbiji, međutim, Milošević odbija priznati poraz. Izbijaju masovni prosvjedi, i 5. listopada Miloševićev režim je svrgnut zauzimanjem parlamenta i državne televizije u Beogradu.
23. prosinca iste godine, na izvanrednim izborima za Skupštinu Srbije, DOS osvaja 176 zastupničkih mjesta u parlamentu i, prema dogovoru unutar DOS-a, Demokratska stranka preuzima vodstvo Vlade Srbije.

## Nakon 2000.
Zoran Đinđić je postao predsjednik vlade Srbije (25. siječnja 2001.).  Nakon njegovog ubojstva, 12. ožujka 2003. godine, DS je predvodio zamjenik predsjednika i novi srpski premijer Zoran Živković. Na skupštini stranke, 23. veljače 2004. godine, novi predsjednik DS postaje Boris Tadić koji je lipnja iste godine izabran za predsjednika Srbije.
Demokratska stranka je u narednom periodu aktivno sudjelovala u promoviranju novog Ustava Srbije i njegovom izglasavanju na referendumu u jesen 2006. godine, a u siječnju 2007. godine, na izborima za srbijanski parlament, osvojila je 64 zastupnička mjesta i formirala novu Vladu Srbije s Demokratskom strankom Srbije Vojislava Koštunice i G 17 plus Mlađana Dinkića, 15. svibnja 2007.
Na izvanrednim predsjedničkim izborima, 3. veljače 2008. godine, Boris Tadić tijesnom većinom pobjeđuje Tomislava Nikolića i ponovno stupa na dužnost predsjednika Srbije. Ubrzo dolazi do pada srpske Vlade, što dovodi do izvanrednih parlamentarnih izbora (11. svibnja 2008.) na kojima koalicija "Za evropsku Srbiju" (gdje je DS vodeća stranka) osvaja prvo mjesto sa 102 zastupnička mjesta. Početkom srpnja, ova koalicija formira novu srpsku Vladu s koalicijom okupljenom oko Socijalističke partije Srbije. Tada je Demokratska stranka učvrstila vlast u cijeloj zemlji.

## Izbori 2012.
Početkom travnja 2012. godine, Boris Tadić je dao ostavku na dužnost predsjednika Srbije, kako bi se s redovitim parlamentarnim organizirali i izvanredni predsjednički izbori 6. svibnja. Na tim je izborima, Demokratska stranka osvojila drugo mjesto sa 67 zastupničkih mjesta, a Tadić je dobio 25% glasova i ušao u drugi krug s Tomislavom Nikolićem, liderom Srpske napredne stranke. Borba je bila neizvjesna, i 20. svibnja Nikolić je pobijedio Tadića s 49% osvojenih glasova, dok je Tadić dobio 47%. Nikolićeva pobjeda omogućila je Srpskoj naprednoj stranci da formira novu Vladu Srbije sa SPS i Ujedinjenim Regionima Srbije, 27. srpnja. Tako je DS prešla u oporbu, što je rezultovalo manjim sukobima unutar stranke i rasplet se dogodio u jesen (studeni 2012), kada je na izvanrednoj skupštini stranke Boris Tadić prepustio funkciju predsjednika DS Draganu Đilasu. Tadić je tada izabran za počasnog predsjednika DS.

## Izbori 2014.
Izvanredni parlamentarni izbori u Srbiji raspisani su za 16. ožujak, a dva mjeseca ranije Boris Tadić je pokušao na sjednici Glavnog odbora DS smijeniti Dragana Đilasa. Međutim, u tome nije uspio i krajem siječnja je napustio Demokratsku stranku. Za njim je to isto riješilo učiniti nekoliko bivših visokih funkcionara DS, i Tadić je formirao Novu demokratsku stranku (s kojom je uspio da uđe u parlament na izborima).
Demokratska stranka je pred izbore sklopila savez s nekoliko manjih stranaka, i u predizbornoj kampanji bila najjača oporba vlasti Srpske napredne stanke i Aleksandra Vučića. Međutim, 16. ožujka Demokratska stranka uspijeva osvojiti samo 19 zastupničkih mjesta.
Demokratski savez Hrvata u Vojvodini je koalirao 2000-ih s DS-om na razini Republike Srbije. 
Članica je Socijaldemokratske stranke Europe (PES).

## Vanjske poveznice
- Demokratska stranka (službene stranice)  Arhivirana inačica izvorne stranice od 22. srpnja 2010. (Wayback Machine)